# Noel Mills

Noel Mills, novozelandski veslač, * 13. januar 1944, Auckland, † 8. december 2004.
Mills je za Novo Zelandijo nastopil na Poletnih olimpijskih igrah 1972 v Münchnu, kjer je veslal v četvercu brez krmarja, ki je tam osvojil srebrno medaljo. Leta 1978 je z novozelandskim osmercem na svetovnem prvenstvu osvojil še bronasto medaljo. V 1990.devetdesetih letih 20. stoletja se je preselil v Brisbane v Avstralijo.